# Leonardo Del Vecchio
Leonardo Del Vecchio (* 22. Mai 1935 in Mailand; † 27. Juni 2022 ebenda) war ein italienischer Unternehmer und Designer.

## Leben
Leonardo Del Vecchio wuchs vaterlos in einem Waisenhaus auf. Er war der Gründer, Vorsitzender und Mehrheitseigner des italienischen Unternehmens Luxottica und der EssilorLuxottica und laut Forbes nach dem Tod von Michele Ferrero der reichste Italiener. Gemäß der Forbes-Liste 2022 betrug sein Vermögen ca. 27 Milliarden US-Dollar.
Zudem hielt die Finanzholding-Gesellschaft der Familie Del Vecchio (Delfin S.à.r.l.) zum Zeitpunkt des Todes von Leonardo Del Vecchio 19,4 % an der Mediobanca, 9,82 % an der Assicurazioni Generali, 13 % der Luxair, 1,92 % an der Unicredit und war mit 25,1 % größter Aktionär des Immobilieninvestmentunternehmens Covivio.
Del Vecchio war verheiratet und hatte vier Kinder.